# The Best of Dave Edmunds
The Best of Dave Edmunds is het eerste verzamelalbum van de Britse rockgitarist, zanger en producer Dave Edmunds. Deze muzikant heeft zijn meest succesvolle albums uitgebracht in de periode 1977-1982. 

## Introductie
Op het album The Best of Dave Edmunds staat een selectie van nummers die oorspronkelijk  staan op de albums Get it (1977), Trax on wax 4 (1978), Repeat when necessary (1979) en Twangin… (1981). Deze nummers zijn ook allemaal op single uitgebracht. In deze periode heeft hij veel samen gewerkt met de Britse rock & roll band Rockpile. Ook staan er enkele nummers op die Dave Edmunds met andere muzikanten heeft gespeeld. 

## Muzikanten
Op de meeste nummers van dit album is Dave Edmunds te horen met zijn band Rockpile, die bestond uit:
- Dave Edmunds (zang en gitaar)
- Nick Lowe (zang, bas)
- Billy Bremmer (zang, gitaar)
- Terry Williams (drums)

Sabre Dance is in 1969 opgenomen door de band Love Sculpture, die bestond uit 
- zanger/gitarist Dave Edmunds
- bassist John David
- drummer Rob "Congo" Jones

Edmunds heeft The Race is on opgenomen met de rockabilly band the Stray Cats, bestaande uit:
- Brian Setzer (zang, gitaar)
- Lee Rocker (bassist)
- Slim Jim Panthon (drummer)

## Muziek
Er staan zowel ouderwetse swingende rock & roll songs als modernere nummers op dit album. Sommige liedjes zijn eerder uitgebracht door andere artiesten, andere zijn geschreven door Dave Edmunds of zijn bandleden. 
The race is on is in 1965 een hit geweest in de Amerikaanse coutry-charts voor George Jones. I hear you knocking is oorspronkelijk in 1955 uitgebracht door Smiley Lewis, die een tweede plaats behaalde in de R&B charts. Sabre Dance is een klassieke compositie van Aram Khatchaturian en is bewerkt door Dave Edmunds en Love Sculpture.Queen of hearts is geschreven door Hank Devito, steelgitarist bij Emylou Harris and the Hot Band en liedjesschrijver voor onder meer de country sterren Waylon Jennings, Rosanne Cash en Nicolette Larson. 
Crawling from the wreckage is geschreven door Graham Parker, die met zijn band The Rumour beschouwd werd als een voorloper van de new wave. Rockpile-gitarist Billy Bremmer heeft het nummer Trouble boys geschreven onder de artiestennaam Billie Muray. Dit nummer is overgenomen en op single uitgebracht door Thin Lizzy. Singing the blues is in 1955 opgenomen door Marty Robbins en later onder meer door Dean Martin en Paul McCartney. 
Het aantal ++++ op de tracklijst geeft aan van welk album het betreffende nummer afkomstig is.
- + van het album Get it
- ++ van het album Trax on wax 4
- +++ van het album Repeat when necessary
- ++++ van  het album Twangin…

| Nr. | Titel                                             | Duur |
| --- | ------------------------------------------------- | ---- |
| 1.  | Deborah (Nick Lowe, Dave Edmunds ++)              |      |
| 2.  | Girls talk (Elvis Costello +++)                   |      |
| 3.  | A1 on the jukebox (Dave Edmunds, Will Birch ++)   |      |
| 4.  | The race is on (Don Rollins ++++)                 |      |
| 5.  | I hear you knocking (Dave Bartholomew, Earl King) |      |
| 6.  | Almost sathurday night (John Fogerty ++++)        |      |

| Nr. | Titel                                              | Duur |
| --- | -------------------------------------------------- | ---- |
| 1.  | Sabre Dance (Aram Khatchaturian)                   |      |
| 2.  | Queen of hearts (Hank Devito +++)                  |      |
| 3.  | Crawling from the wreckage (Graham Parker +++)     |      |
| 4.  | Here comes the weekend (Dave Edmunds, Nick Lowe +) |      |
| 5.  | Trouble boys (Billy Murray ++)                     |      |
| 6.  | Ju ju man (James Ford, Lolly Vegas +)              |      |
| 7.  | Singing the blues (Melvin Endsley ++++)            |      |

## Album
Het album is op vinyl uitgebracht in 1982 op het Swan Song label van de hardrock band Led Zeppelin. Op sommige versies van het album is als extra track The creature from the black lagoon toegevoegd. De oudere nummers Sabre Dance en I hear you knocking zijn bij sommige versies achterwege gebleven. Het hoesontwerp is van Sadi Young. Op de voorkant staat een getekend portret van Dave Edmunds en op de achterkant een fotocollage van Edmunds, meestal met gitaar. Het album is vanaf 1990 ook uitgebracht als Compact Disk.

## Ontvangst
Het album The Best of Dave Edmunds kreeg over het algemeen positieve reacties.  Stephen Thomas Eriewine schreef in zijn recensie voor de site AllMusic: The Best of Dave Edmunds is a terrific single-disc retrospective picking highlights from Edmunds' best  albums, which were all recorded with Rockpile. Niet alle singles die op dit verzamelalbum staan, wisten de hitlijsten te bereiken.  Van de veertien albumtracks hebben negen de hitlijst behaald in het Verenigd Koninkrijk, vier in Nederland en drie in de Verenigde Staten. I hear you knocking en Girls talk hebben in alle drie deze landen de hitparade behaald. 
- Sabre Dance (1968) # 5 VK ; # 12 NL
- I hear you knocking  (1970) # 1 VK ; 4 # USA; # 4 NL
- I knew the bride … (1977) # 26 VK
- Here comes the weekend (1977) # 27 NL
- Ju ju man (1977)
- Deborah (1978)
- A1 on the jukebox (1978)
- Trouble boys (1978)
- Girls talk (1979)  # 4 VK ; # 65 USA ;# 12 NL
- Queen of hearts (1979) # 11 VK
- Crawling from the wreckage (1979)  # 59 VK
- Singing the blues (1980) # 28 VK
- Almost Saturday night (1981) # 58 VK;# 54 USA
- The race is on (1981) # 34 VK